# لوكاس مولر (مجدف)
لوكاس مولر (بالألمانية: Lukas Müller)‏ هو مجدف ألماني، ولد في 19 مايو 1987 في فتسلار في ألمانيا.

## وصلات خارجية
- لوكاس مولر على موقع الاتحاد الدولي للتجديف (الإنجليزية)
- لوكاس مولر على موقع أوليمبيديا (الإنجليزية)
- لوكاس مولر على موقع اللجنة الأولمبية الألمانية (الألمانية)